# Ariane (Massenet)
Ariane ist eine Oper in fünf Akten von Jules Massenet (Musik) mit einem Libretto von Catulle Mendès. Das Werk basiert auf der Gestalt der Ariadne aus der griechischen Mythologie. Zum gleichen Thema gibt es weitere Opern, am bekanntesten dabei ist Ariadne auf Naxos von Richard Strauss.

## Werkgeschichte
Die Uraufführung von Massenets Ariane fand am 31. Oktober 1906 am Palais Garnier  in Paris statt. Interpretin der Titelpartie dabei war Lucienne Bréval. Bis Ende 1961 wurde das Stück 75 Mal gezeigt. Die Oper wurde jedoch nie Bestandteil des üblichen Opernrepertoires. Nur selten kommt das Werk zur Aufführung. Im Jahr 2007 erfolgte eine Produktion beim Massenet Festival in St. Etienne, von der es auch einen Mitschnitt gibt.

## Handlung
Die Handlung basiert auf der griechischen Mythologie um Theseus und die Schwestern Ariadne und Phaidra. Beide Schwestern lieben Theseus, doch er erwählt Phaidra. Als diese von der umstürzenden Statue des Adonis erschlagen wird, begibt sich Ariadne in die Unterwelt, um Persephone um die Wiederauferstehung ihrer Schwester zu bitten und sie erreicht tatsächlich, dass Phaidra auf die Erde zurückkehrt. Theseus muss nun wiederum zwischen den Schwestern wählen, entscheidet sich erneut für Phaidra und verlässt Ariadne an den Ufern von Naxos, die verzweifelt von den Stimmen der winkenden Sirenen ins Meer gelockt wird.

## Tonträger
- 2007: Cecile Perrin (Ariane), Barbara Ducret (Phèdre), Luca Lombardo (Thésée), Anne Pareuil (Perséphone), Ciril Rovery (Périthoüs); Orchestre Symphonique et Choeurs Lyriques de Saint Etienne; Dirigent: Laurent Campellone; (JMI)
- 2023: Amina Edris (Ariane), Kate Aldrich (Phèdre), Marianne Croux (Eunoé / 1re Sirène), Jean-Sébastien Bou (Pirithoüs), Jean-François Borras (Thésée), Yoann Dubruque (Le Chef de la Nef / 1er Matelot), Judith van Wanroij (Chromis / Cypris / 2e Sirène), Philippe Estèphe (Phéréklos / 2e Matelot); Münchner Rundfunkorchester, Chor des Bayerischen Rundfunks; Dirigent: Laurent Campellone; (Bru Zane)